# Brigade de cavalerie Wolhynie
La brigade de cavalerie Wolhynie  est une des unités de combat montées polonaises de  durant la Seconde Guerre mondiale.

## Théâtres d'opérations
- 1er septembre au 6 octobre 1939 : Campagne de Pologne